# 위픽코퍼레이션
'''마케터의 마케터, 위픽코퍼레이션입니다.'''
당신은 마케터입니다. 세상을 움직일 수 있는 힘을 가진 당신은 진심을 담아 사람들의 마음을 두드립니다. 대기업의 광고부터 개인의 SNS까지, 모든 이야기에는 세상을 바꿀 힘이 있습니다.

하지만 오늘날의 마케팅은 쉽지 않습니다. 진정성과 성과 사이에서 흔들리고, 빠르게 변하는 트렌드 속에서 길을 잃기 쉽습니다. 당신의 이야기를 세상과 어떻게 제대로 연결할 수 있을지 고민하고 있나요?
그래서 위픽이 있습니다.
우리는 마케터의 마음을 가장 잘 아는 마케터로서, 당신의 이야기가 세상에 닿을 수 있도록 돕는 러닝메이트입니다. 단순한 도구나 기술이 아닌, 당신과 끝까지 함께 고민하고 실행하는 든든한 동반자입니다.
위픽은 마케터의 모든 순간을 지원하는 풀스택 솔루션입니다. 당신이 마케터가 되는 시작부터 성과의 완성까지 서비스, 플랫폼, 미디어를 통해 함께합니다.
이제 혼자 고민하지 마세요. 트렌드에 뒤처지거나 성과 압박에 휘둘리지 않도록, 위픽이 시행착오를 줄이고 방향을 잡아드립니다.
마침내, 당신은 진정성 있는 이야기로 실질적인 성과를 만들어내고 자신만의 색을 지키며 원하는 결과를 달성할 것입니다. 끊임없이 성장하는 마케터로서, 당신의 이야기는 세상을 계속 움직일 것입니다.

## 서비스
- CPA 마케팅 : DB수집 광고부터 콜 상담까지, 매출로 가는 가장 빠른 길을 제시합니다.
- 코어타겟광고 : 성별, 연령, 앱/웹 접속 이력, 거주, 근무지역, 통화 이력까지 정교하다 못해 소름 돋는 핵심타겟팅을 경험해보세요.
- 콜영업 대행 : 콜 직원, 콜센터 따로 둘 필요없이 차별화된 콜 영업 필살기를 통해 매출을 달성하세요.
- 퍼포먼스 마케팅 : 매출 목표 기반으로 단기간 안에 최적의 퍼포먼스를 창출합니다.
- IPTV광고 : 원하는 타겟에게만 정교하게 노출하는 위픽만의 특별한 IPTV 광고! 아파트 단위까지 세밀한 타겟팅이 가능해요.
- 비디오 마케팅 : 마케팅이 접목된 브랜드 영상 캠페인으로 브랜딩 효과와 구매 문의를 동시에 잡으세요.

## 플랫폼

##### 위픽업 (광고를 상품 픽업하듯 쉽게):https://up.wepick.kr/
마케팅을 온라인 쇼핑하듯 쉽고 편리하게 할 수 있다면? 광고제안서를 혁신할 위픽만의 마케팅 마켓을 소개해요.
위픽업은 국내 다양한 광고상품들을 한 눈에 확인하고 쉽게 구매할 수 있는 마케팅 one-stop 몰이에요.
위픽업에서 마케터들은 마케팅 목적, 업종, 아이템, 예산에 따라 최적의 광고 상품을 선택해 광고를 집행, 결제하고 성과까지 확인할 수 있어요.
대행사 서칭의 수고로움, 복잡한 광고 상품 이해의 수고로움, 번거로운 성과 리포팅의 수고로움
위픽업이 덜어 드려요.

##### 위픽 부스터(광고 성과를 구매하세요):https://booster.wepick.kr/
위픽부스터는 광고를 쉽고 빠르게 구매할 수 있는 성과마켓입니다.
매일 변하는 광고단가 그래프를 제공하고 광고목표, 매체 등 다양한 조건을 통해 원하는 광고 성과를 원하는 만큼만 구매할 수 있습니다.

##### 위픽 뷰티 (검증된 뷰티 정보만을 제공하는 플랫폼):https://beauty.wepick.kr/
위픽뷰티는 위픽뷰티는 검증된 뷰티 정보만을 제공하는 뷰티 플랫폼이에요.
성형외과, 피부과, 치과, 안과 등의 의료기관들을 위픽뷰티만의 검증 시스템을 거쳐 선별해 큐레이션 해 드려요. 또한 아름다워지고 싶은 1%의 고객분들께 최적의 가격으로 뷰티 서비스를 제안 드려요.

##### 위픽레터 (세상을 바꾸는 마케터들의 기록):https://letter.wepick.kr/
위픽레터는 매주 최신 마케팅 트렌드부터 광고 전략, 그리고 마케터가 전하는 진솔하지만 인사이트 가득한 인터뷰까지. 마케터들이 더 마케터다워질 수 있도록 마케터들과 함께 뛰며, 그들의 성장을 돕고 있어요. 마케팅 전문 미디어 플랫폼 ‘위픽레터’를 통해 콘텐츠 북마크 및 마케터 팔로우 기능으로 맞춤형 마케팅 콘텐츠를 전달하며, 그들이 마케팅 습관을 갖고 본인이 뛰고 있는 마켓에서 레벨 업 할 수 있도록 콘텐츠를 제공하고 있어요. 
더불어 마케터들이 본인의 숨겨진 잠재력을 맘껏 펼칠 수 있도록 데뷔를 도와주며, 자신이 기록한 콘텐츠로 제안을 받고 나아가 퍼스널 브랜딩이 가능하도록 함께 뛰고 있어요.

## 연혁
- • 2016.05 믹스앤픽스 설립
- • 2017.07 미국 정부 산하 USMEF 마케팅 총괄 선정
- • 2017.11 한국무역협회 정회원 취득
- • 2017.12 벤처기업 인증
- • 2018.05 청년 일자리 창출을 위해 앞장서는 기업 선정
- • 2018.09 창업선도대학 최우수 사업 선정
- • 2018.09 반려동물약국 플랫폼 '펫서치' 런칭
- • 2018.11 파워브랜드 대상 수상 아시아문예진흥원
- • 2018.12 아시아 파워리더십 국회의원상
- • 2018.12 국회과학기술정보 방송통신위 방송제작부문 수상
- • 2019.03 2019 혁신한국인 대상 수상
- • 2019.07 디지털 마케팅 플랫폼 ‘믹스앤픽스 비즈니스’ 런칭
- • 2019.08 이벤트 정보 제공 플랫폼 ‘위믹스’ 런칭
- • 2019.08 의료 뷰티 정보 큐레이션 플랫폼 ‘위픽스’ 런칭
- • 2019.10 중소벤처기업진흥공단 주최 인식개선공모전 우수상 수상
- • 2019.11 인터넷신문사 등록  • 2019.11 여성 생리용품 쇼핑 플랫폼 ‘위픽 우먼’ 런칭
- • 2020.04 외국인 환자 유치업 등록
- • 2020.07 자체 제작 여성케어 브랜드 3”SEC 생산 및 판매 런칭
- • 2020.09 서울매그넷고등학교 산학협력 협약 체결
- • 2020.11 자체 제작 남성케어 브랜드 O-Booster 생산 및 판매 런칭
- • 2020.12 현대건설기계 영상 마케팅 파트너사 선정
- • 2020.12 리더스 기술투자 합작 ‘리더펀드’ P2P 대출상품 런칭
- • 2021. 02 근로자 휴가문화 좋은 기업 선정
- • 2021. 05 월경의 날 POWER OF RED 캠페인
- • 2021. 05 저소득층 청소년 · 미혼모에게 2,600만원 상당 생리용품 기부
- • 2021. 08 서울국제여성영화제 siwff 공식 스폰서
- • 2021. 09 위픽코퍼레이션으로 사명 변경
- • 2021. 12 수출 · 중소기업 혁신 · 지역기업 혁신성장 바우처 공급기업 선정
- • 2021. 12 클라우드 지원사업 우수사례 기업 선정
- • 2021. 12 우먼앳디올과 협약, 서대문구 지역아동센터에 여성용품 기부
- • 2022. 04 관광바우처 공급기관 선정
- • 2022. 05 SK 플래닛 공식 총괄 대행사 선정
- • 2022. 06 메타버스 고객센터 ‘위픽 유니버스’ 오픈
- • 2022. 06 CRM마케팅 연구소 설립
- • 2022. 07 병원마케팅 플랫폼 ‘위픽뷰티’ 런칭
- • 2022. 12 고객 관리 솔루션 '위픽CRM' 런칭
- • 2023. 05 광고 마케팅 플랫폼 '위픽업' 런칭
- • 2023. 05 마케팅 뉴스레터 '위픽레터' 리뉴얼, 단독 사이트 오픈
- • 2023. 11 성과당 과금 광고 솔루션 '위픽세일즈' 런칭
- • 2024. 02 경영혁신형 중소기업 인증 취득
- • 2024. 03 기술혁신형 중소기업 인증 취득
- • 2024. 07 성과마켓 '위픽부스터' 런칭
- • 2024. 12 세상을 바꾸는 마케터들의 무대, 위픽 인사이트서클 개최
- • 2025. 01 고용노동부·중소벤처기업부 '청년일자리 강소기업' 선정